# Halonectria milfordensis
Halonectria milfordensis är en svampart som beskrevs av E.B.G. Jones 1965. Halonectria milfordensis ingår i släktet Halonectria, ordningen köttkärnsvampar, klassen Sordariomycetes, divisionen sporsäcksvampar och riket svampar.   Inga underarter finns listade i Catalogue of Life.